# پیتر نوردل
پیتر نوردل (انگلیسی: Peter Nordell؛ زادهٔ august ۳۰, ۱۹۶۶ (۵۸ سال)) ورزشکار روئینگ اهل ایالات متحده آمریکا است.
وی در مسابقات کشوری و بین‌المللی در مجموع برندهٔ ۱ مدال طلا، ۱ مدال برنز شده‌است.